# Angela Caspary
Angela Caspary ist eine frühere deutsche Eiskunstläuferin, die für die DDR im Paarlauf startete. Ihr Partner war Marno Kreft. Ihr größter Erfolg war die Silbermedaille bei den Juniorenweltmeisterschaften 1989. 

## Erfolge/Ergebnisse
mit Marno Kreft

### Juniorenweltmeisterschaften
- 1989 – 2. Rang – Sarajewo

### DDR-Meisterschaften
- 1989 – 2. Rang
- 1990 – 2. Rang

| Personendaten    | Personendaten             |
| ---------------- | ------------------------- |
| NAME             | Caspary, Angela           |
| KURZBESCHREIBUNG | deutsche Eiskunstläuferin |
| GEBURTSDATUM     | 20. Jahrhundert           |